# Saif Saaeed Shaheen
Saif Saaeed Shaheen (tidligere kendt som Stephen Cherono og født 15. oktober 1982 i Keiyo, Kenya) er en kenyansk atletikudøver (forhindringsløber), der nu stiller op for Qatar. Shaheen vandt guld i 3000 meter forhindringsløb ved både VM i 2003 og 2005. 
Shaheen droppede i 2003 sit kenyanske statsborgerskab, og stiller nu op for Qatar. I samme anledning skiftede han sit gamle navn, Stephen Cherono, ud med det nuværende.